# Georgina Beyer
Georgina Beyer (noviembre de 1957-6 de marzo de 2023) fue una política del Partido Laborista de Nueva Zelanda que se desempeñó como integrante del Parlamento. En 1995 fue elegida alcaldesa de Carterton, convirtiéndola en la primera alcaldesa abiertamente transgénero del mundo. En 1999, se convirtió en la primera integrante de un parlamento abiertamente transgénero del mundo. Como militante del Partido Laborista, Beyer apoyó políticas progresistas que incluían la reforma de la ley de prostitución, uniones civiles, leyes contra la discriminación y la promoción de los derechos de los maoríes. Renunció en 2007 y en 2014 se presentó sin éxito a las elecciones en nombre del Partido Mana.

## Primeros años
Nació en 1957 en el Hospital de Wellington, siendo hija de Noeline (apellido de soltera Tamati) y Jack Bertrand, y asignada como varón al nacer, recibió el nombre de su abuelo, el teniente coronel George Bertrand, quien fue el segundo al mando en el batallón maorí. Sus padres vivían en Hataitai en el momento de su nacimiento. Era de ascendencia europea y maorí (Te Āti Awa, Ngāti Mutunga, Ngāti Raukawa y Ngāti Porou). Su madre tuvo un segundo hijo con su primer esposo en diciembre de 1958, quien fue puesto en adopción. Beyer fue enviada a vivir con sus abuelos en su granja en Taranaki durante este segundo embarazo. Sus padres se divorciaron en 1962.
Su madre se volvió a casar en 1962. El segundo marido de su madre fue Colin Beyer, recién graduado de la facultad de derecho. La pareja se mudó a Upper Hutt. Beyer, que en aquel entonces tenía cuatro años y medio, volvió a vivir con su madre y su padrastro, y su hermano nació en diciembre de 1963. Beyer asistió a la escuela primaria Upper Hutt y desde los siete años, después de que la familia se mudó al suburbio de Crofton Downs en Wellington, a la escuela Ngaio. Con el desarrollo de problemas matrimoniales entre su madre y su padrastro, Beyer fue enviada al internado de Wellesley College, donde intentó suicidarse en medio de sentimientos de rechazo por parte de sus padres. Desde el octavo año de escuela asistió a clases como alumna externa, ya que el albergue había cerrado. Después de que el matrimonio de sus padres terminó en 1971, las limitaciones financieras significaron que una escuela privada ya no era asequible, y Beyer asistió a Onslow College. Beyer luego se mudó con su madre y su hermano a Papatoetoe para estar cerca de familiares y amigos, y Beyer asistió a la escuela secundaria. Antes de la inscripción, el cambio de apellido legal de "Bertrand" a "Beyer" significaba que la diferencia en el apellido no tenía que explicarse en la escuela. También se consideró socialmente ventajoso que Beyer estuviera vinculada a su exitoso padrastro. Beyer comenzó a actuar mientras estaba en esa escuela y decidió hacer una carrera, dejando la escuela a los 16 años (en contra de la voluntad de su madre).
Beyer vivió en Australia durante algún tiempo y en 1979 experimentó una agresión sexual traumática en Sídney; se sintió incapaz de buscar ayuda en la policía, lo que la llevó a pensar en una carrera política. A su regreso a Nueva Zelanda, comenzó a buscar trabajo como actriz con un éxito creciente, que culminó con una nominación al premio GOFTA a la mejor interpretación femenina por el drama televisivo Jewel's Darl en 1987. En 1984, Beyer se sometió a una cirugía de reasignación de sexo.
Beyer se convirtió en parte de la escena de los clubes nocturnos gay de Wellington, inicialmente como cantante y drag queen, y luego como trabajadora sexual. Después de mudarse a Carterton, en Wairarapa, trabajó como locutora de radio. Beyer era la presentadora de noticias locales y parte del equipo de desayuno inaugural en la estación de radio Today FM, entonces propiedad de Paul Henry (a quien más tarde venció en las elecciones generales de 1999).

## Carrera política

### Carterton
Después de su regreso a Nueva Zelanda y su traslado a Carterton, Beyer comenzó a interesarse por la política local y ganó las primeras elecciones para formar parte de una junta escolar local. Fue elegida alcaldesa de Carterton en 1995, lo que la convirtió en la primera alcaldesa abiertamente transgénero del mundo, así como en la primera alcaldesa de Carterton y la primera alcaldesa maorí en el distrito de Wairarapa. En 1996, el alcalde de Wellington, Mark Blumsky, dijo que pensaba que ella era "muy buena en su trabajo". En 1998 fue reelegida con el 90% de los votos y en 2000 renunció, luego de su elección al Parlamento; en 2004 dijo que renunciar era uno de sus mayores arrepentimientos.

### Parlamento
En las elecciones generales de 1999, Beyer fue seleccionada como candidata del Partido Laborista para el electorado de Wairarapa. Sorprendió a los comentaristas políticos al ganar el electorado típicamente de derecha, con una mayoría de 3033 votos sobre el ex colega y candidato nacional Paul Henry, para convertirse en la primera parlamentaria transgénero del mundo. En su discurso inaugural, Beyer dijo:

Señor presidente, no puedo dejar de mencionar la cantidad de primicias que hay en este Parlamento. Nuestra primera rastafari (Nándor Tánczos)… nuestra primera mujer polinesia (Luamanuvao Winnie Laban)… y sí, tengo que decirlo, supongo, soy la primera transexual en Nueva Zelanda en estar de pie en esta Cámara del Parlamento. Esta es la primera vez no solo en Nueva Zelanda, damas y caballeros, sino también en el mundo. Este es un momento histórico. Necesitamos reconocer que este país nuestro lidera el camino en tantos aspectos. Hemos liderado el camino para que las mujeres obtengan el voto. Hemos liderado el camino en el pasado, y espero que lo volvamos a hacer en el futuro en materia de política social y, sin duda, en materia de derechos humanos.

En las elecciones de 2002, Beyer volvió a competir por Wairarapa representando al Partido Laborista. Fue reelegida fácilmente con una mayoría aumentada de 6372 votos.
En 2001, Annie Goldson y Peter Wells codirigieron un documental sobre Beyer llamado Georgie Girl. Recibió una serie de premios, incluido el Premio a la Excelencia en Documentales en el Festival Internacional de Cine Lésbico y Gay de San Francisco de 2002 y el Premio del Público al Mejor Documental en el Festival de Cine de Sídney de 2002. Beyer, entrevistada en la película, dijo: "Me hacen preguntas que ningún otro político tendría que responder. Con respecto a la cirugía, ya sabes. '¿Te dolió?' o 'Cuando tienes sexo ahora como mujer, ¿es diferente a cómo tenías sexo como hombre?' Bueno, cariño, obviamente".

### Puntos de vista
Como diputada, Beyer apoyó políticas progresistas como los derechos LGBT y los derechos maoríes. En su discurso ante el Parlamento sobre la Ley de Reforma de la Prostitución de 2003, que despenalizó la prostitución en Nueva Zelanda, se identificó como extrabajadora sexual. Influyó en tres diputados para que votaran a favor del proyecto de ley, que se aprobó con 60 votos a favor, 59 en contra y una abstención. Luego apoyó la Ley de Unión Civil de 2004, que legalizó las uniones civiles para parejas del mismo sexo y del sexo opuesto en un momento en que el matrimonio homosexual aún no era una opción en Nueva Zelanda. Se enfrentó a seguidores de Destiny Church en las escaleras del edificio del Parlamento durante su protesta contra el proyecto de ley.
En 2001, Beyer apoyó la adición de la orientación sexual como motivo de discriminación prohibida en virtud de la Ley de Derechos Humanos de 1993. En 2004, presentó un proyecto de ley que agregaría la identidad de género como motivo prohibido. Ella retiró el proyecto de ley después de que el Procurador General proporcionara una opinión legal que confirmara que la identidad de género ya estaba cubierta por la ley existente.
Beyer apoyó el uso del idioma maorí por parte del gobierno y las instituciones públicas, y fue fundamental para la aprobación de la Ley del Idioma Maorí de 2003. Ella personalmente se opuso a la legislación gubernamental sobre fondos marinos y costas de mayo de 2004, pero votó a favor debido a las preferencias de su electorado. Le preguntó al Partido Laborista si podía abstenerse de votar, pero se le negó; más tarde dijo que prometió que "a partir de ese momento, nunca me dividiría entre quién y qué soy en lo que respecta a mi herencia y la conveniencia política".

### Retiro
A principios de 2004, Beyer anunció que no se presentaría a las elecciones de 2005. La tensión con su comité electoral, que se opuso a las opiniones de Beyer sobre el lecho marino y la costa, también puede haber contribuido a la decisión. En septiembre, Beyer cambió de opinión; anunció que buscaría un puesto en la lista laborista, sin volver a disputar el escaño de Wairarapa. Afirmó que una manifestación de la conservadora Destiny Church el mes anterior había influido en su decisión, ya que creía que el mensaje de tales manifestaciones debe ser opuesto. Un año después, decidió nuevamente que renunciaría.
Beyer renunció al parlamento a partir del 15 de febrero de 2007 y pronunció su discurso de despedida ante el Parlamento el día anterior.
En 2010, Beyer declaró que estaba luchando financieramente desde que dejó la política y estaba solicitando asistencia social.

### Candidatura de Mana para Te Tai Tonga (2014)
El 27 de julio de 2014, el Partido Mana anunció que Beyer se presentaría en el distrito electoral de Te Tai Tonga en las elecciones generales de Nueva Zelanda de 2014.
Beyer criticó la alianza Internet-Mana. Expresó su cautela hacia Kim Dotcom, diciendo que "él [estaba] usando su poder y posición para buscar represalias sobre las personas que le hicieron mal", y deseó haber pasado a un segundo plano en la campaña. Además, criticó a Dotcom por "mover los hilos" detrás de Internet-Mana. Beyer creía que la relación entre las dos partes no era mutuamente beneficiosa, considerando que los candidatos de Mana no recibían el mismo trato dentro de la sociedad. Ella dijo que su campaña se desarrolló en "aire enrarecido" y luego se negó a participar en la gira nacional.
Beyer consideró su candidatura de 2014 como "una forma de enmendar a los maoríes por votar a favor del proyecto de ley de la playa y los fondos marinos". Después de que no tuvo éxito, dijo que su candidatura era un favor personal para su conocido, Hone Harawira, y que no esperaba ganar.

## Oradora pública

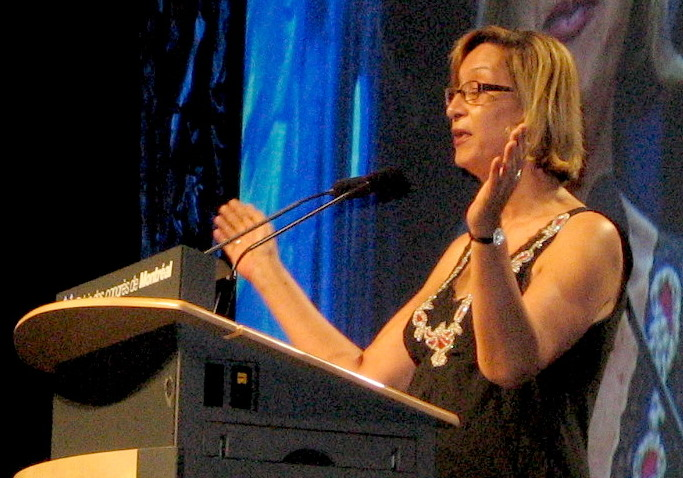
Beyer hablando en una conferencia en 2006.

Beyer fue oradora principal en la primera Conferencia Internacional sobre Derechos Humanos LGBT en Montreal en 2006 y la segunda Conferencia Internacional en Copenhague en 2009, así como en la Gala anual de Egale Canada Human Rights Trust, celebrada en Toronto el 24 de septiembre de 2010.
Beyer fue invitada como oradora a un evento público en la sociedad de debate Oxford Union de la Universidad de Oxford el 23 de octubre de 2018, y en la Cambridge Union de la Universidad de Cambridge el 31 de octubre de 2018. Fue la primera persona de ascendencia maorí en dirigirse a Oxford Union.

## Honores y premios
En 2000, Beyer fue votada Suprema Queer del año en los Premios Queer of the Year.
En los honores del cumpleaños de la reina de 2020, Beyer fue nombrada miembro de la Orden del Mérito de Nueva Zelanda, por sus servicios a los derechos LGBTIQA+. Beyer dijo sobre el reconocimiento:

Estoy orgullosa de que [el honor del cumpleaños de la reina] sea otra pluma en la gorra para la comunidad arcoíris y la comunidad transgénero, pero no hubiera sido posible sin la gente de Wairarapa. Gente rural y conservadora que pasó por alto mi colorido pasado, me miró y me dio una oportunidad.

## Trasplante de riñón y muerte
Beyer fue diagnosticada con insuficiencia renal en 2013. Durante las elecciones de 2014, y hasta que recibió un trasplante en 2017, recibía diálisis renal cuatro veces al día, los siete días de la semana. Después de recibir su trasplante, reanudó las apariciones públicas.
Beyer murió el 6 de marzo de 2023 en el Mary Potter Hospice en Wellington, a los 65 años. El parlamentario de Wairarapa, Kieran McAnulty, a quien cuidó, la describió como "una querida familiar, una amiga leal, una apasionada defensora de la comunidad LGBTQIA+ y una potencia de una política local", y el primer ministro Chris Hipkins dijo que ella "ha abierto un camino que hace que sea mucho más fácil de seguir para otros". El ministro de Finanzas, Grant Robertson, dijo que siempre recordará su valentía. La ex primera ministra Helen Clark dijo que su popularidad creció gracias a su honestidad. Una calle en un nuevo desarrollo de viviendas en Carterton se llamará Georgina Beyer Way en su honor.